# Harriet Hosmer

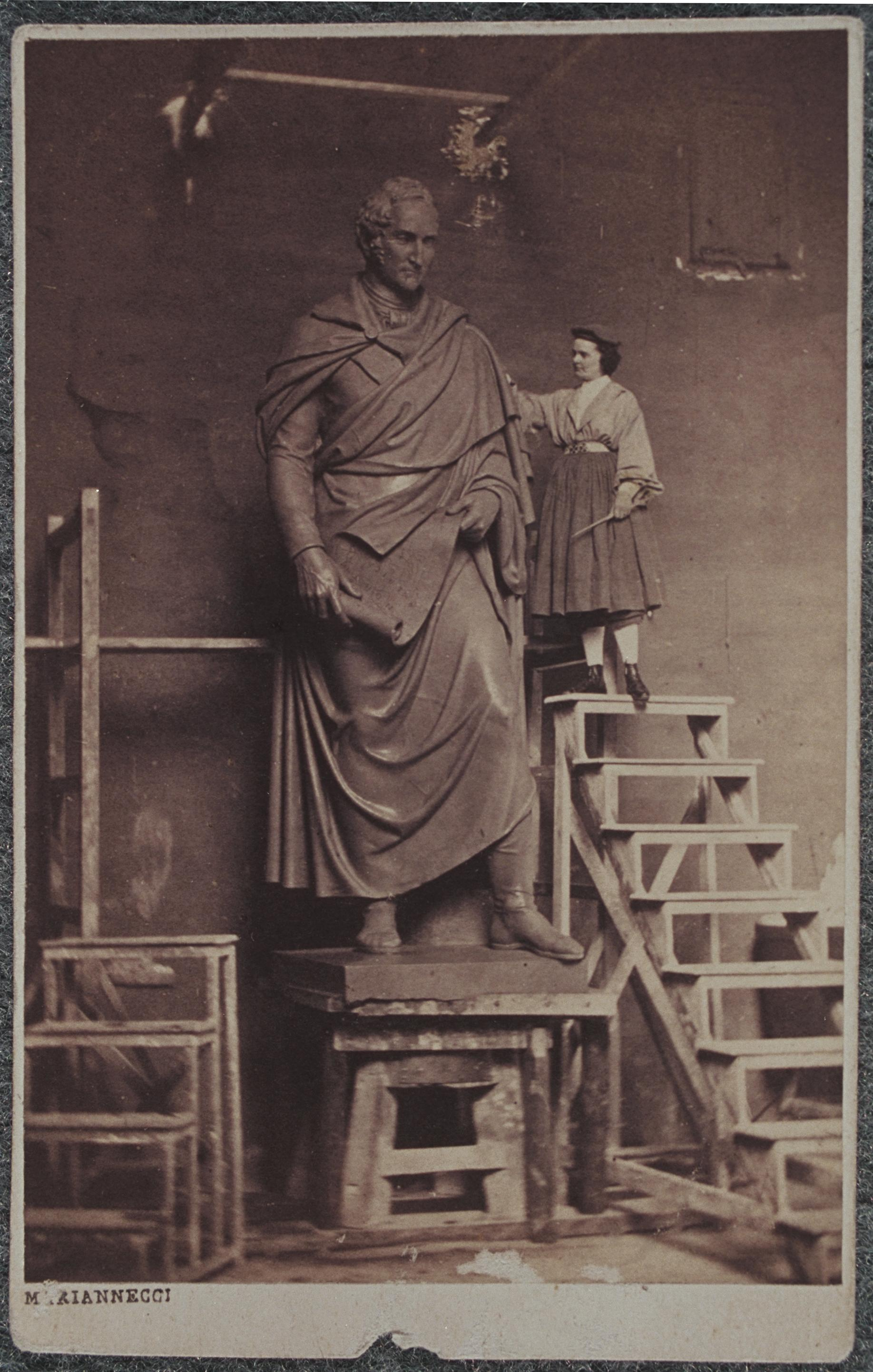

Harriet Goodhue Hosmer (Watertown, Massachusetts, 1830. október 9. – Watertown, 1908. február 21.) amerikai szobrászművésznő.

## Életpályája
Édesanyját és három testvérét a tuberkulózis vitte el, orvos édesapja testgyakorlásra, hegymászásra és természetjárásra szoktatta, hogy erősítse egészségét. Harriet 16 éves korában Lenoxban járt liberális magániskolába. Ott határozta el, hogy szobrász lesz, és édesapja támogatásáról biztosította. Saint Louis egyetemének orvosi karán tanulmányozta hat hónapig az anatómiát, majd watertowni műtermében elkészült első alkotása,  Heszperosz, az esti csillag.
1852-ben Rómába utazott, ahol John Gibson angol szobrász tanítványa lett. Pályája kezdetén a mitológiából és a történelemből merített témákat. Rómában élvezte a művészi légkört, és a személyes szabadságot is, férfi ruhát hordott és rövid frizurát viselt. Műtermében találkoztak a neoklasszikus stílusban alkotó amerikai szobrászművésznők, akik számára az Egyesült Államok szellemi légköre nem adott lehetőséget a fejlődésre. Harriet ismeretségi köréhez tartozott Elizabeth Barrett Browning és férje, Robert Browning, Frederic Leighton. Szoros kapcsolatban állt a rabszolgák felszabadítási mozgalmának aktivistáival.

## Galéria

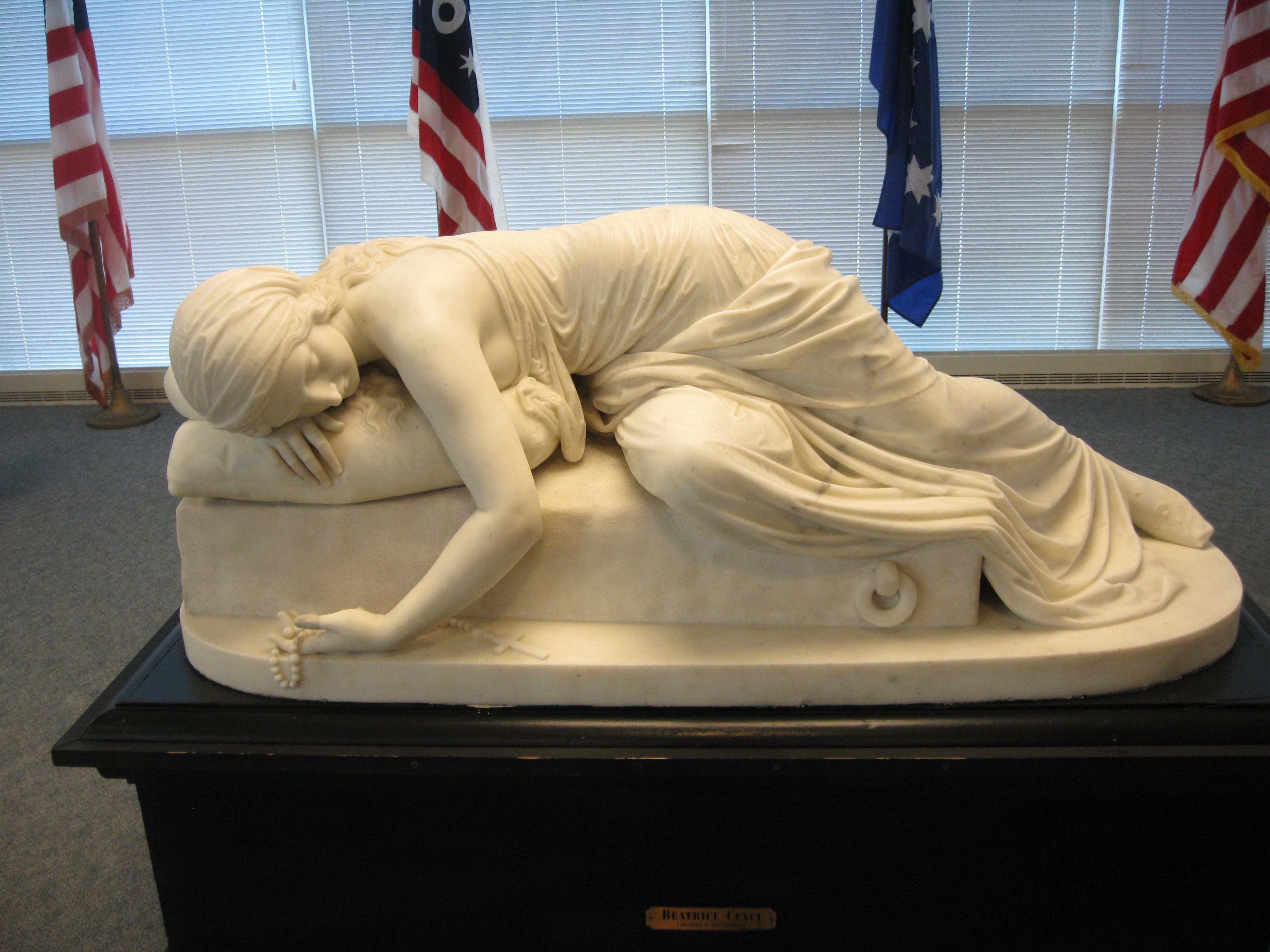
Beatrice Cenci
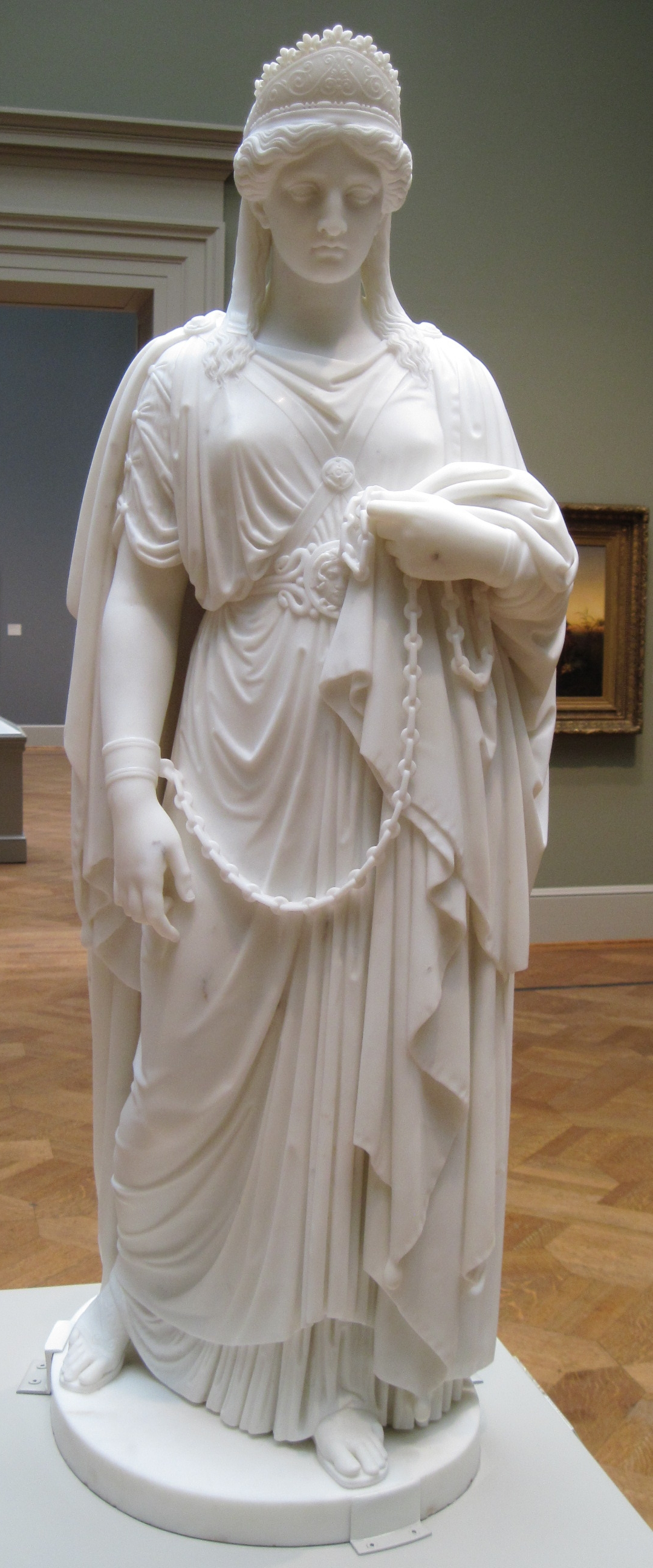
Zénobia palmürai királynő láncra verve
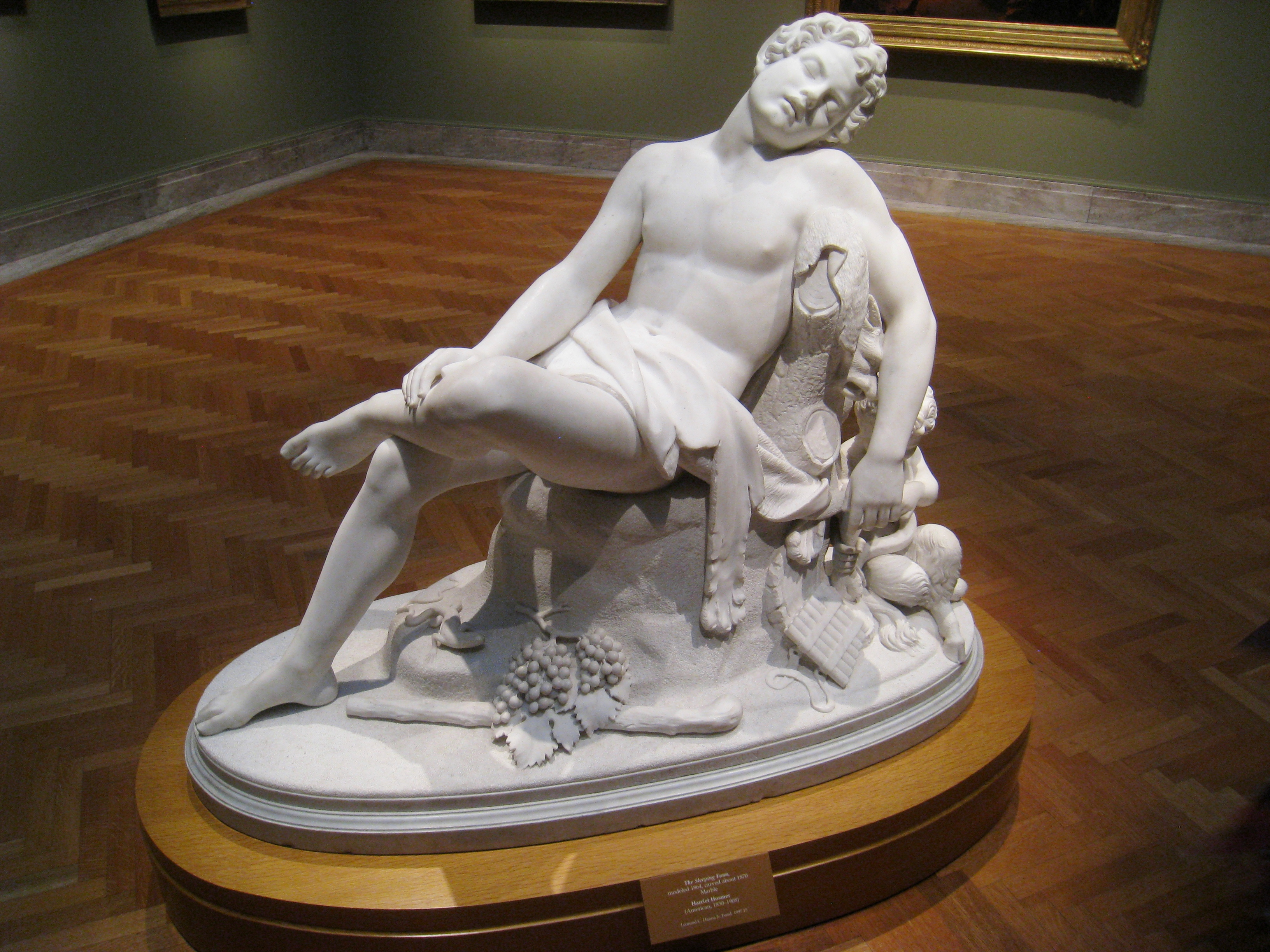
Alvó faun
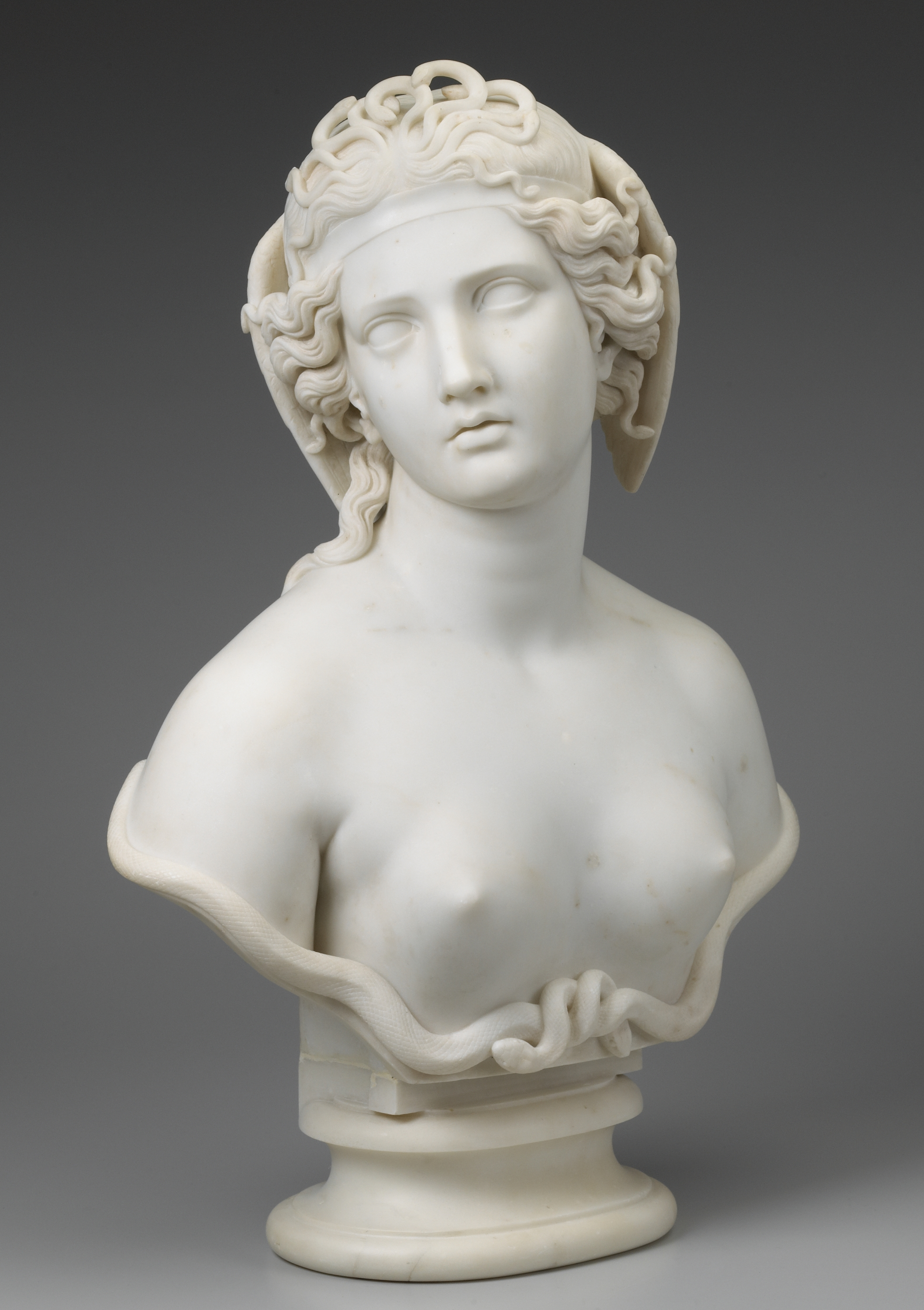
Medúza